# Assaisse
Assaisse (àrab اسايس) és una comuna rural de la província de Taroudant de la regió de Souss-Massa. Segons el cens de 2014 tenia una població total de 6.838 persones.